# Дол-при-Храстнику
Дол-при-Храстнику (словен. Dol pri Hrastniku) — поселення в общині Храстник, Засавський регіон, Словенія. Висота над рівнем моря: 331,3 м.